# Distretto di Silopi

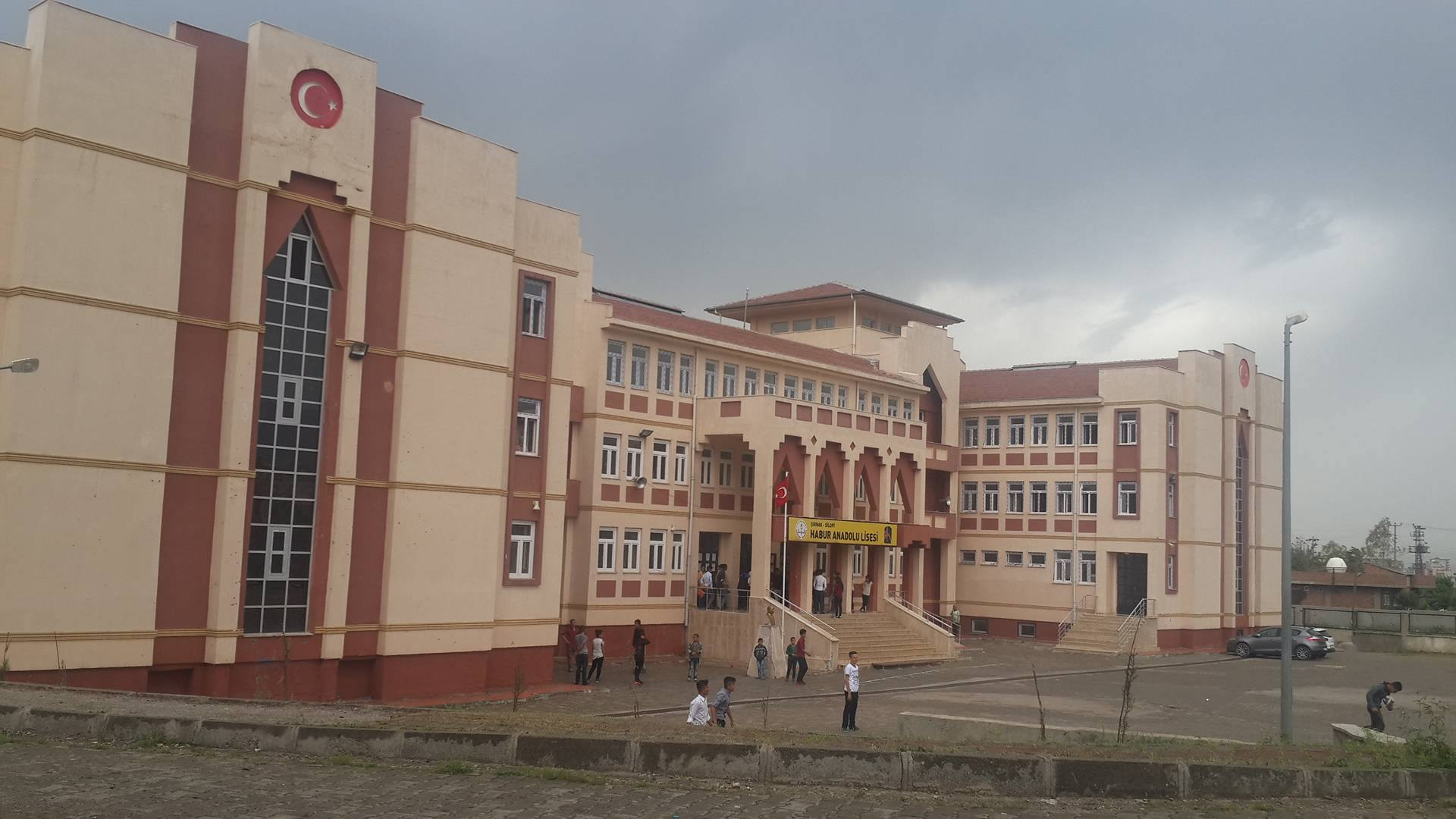
Habur Anadolu Lisesi in Silopi district

Il distretto di Silopi (in turco Silopi ilçesi) è uno dei distretti della provincia di Şırnak, in Turchia.